# 朝倉哲郎
朝倉 哲郎（あさくら てつお、1949年 - ）は、高分子構造解析学・蚕糸昆虫利用学・再生医療工学の研究者。東京農工大学名誉教授。東京農工大学大学院工学研究科特任教授。元東京農工大学大学院共生科学技術研究院教授。元東京農工大学科学博物館館長。高分子学会フェローアカデミア。元日本核磁気共鳴学会会長。神奈川県出身。
世界初のシルク製の人工血管の作成に成功。シルク人工血管の開発者として知られており、メディアにおいても多数取り上げられている。
また、企業と朝倉哲郎教授らのグループと共同で人工血管の量産技術が開発された。

## 主な略歴
- 1949年 生まれ
- 1972年 東京理科大学理学部第一部化学科卒業。
- 1977年 東京工業大学大学院理工学研究科化学工学専攻博士課程修了[6]。
- 1978年 日本学術振興会奨励研究員。
- 1980年 日本大学松戸歯学部理工学教室助手。
- 1981年 東京農工大学工学部助教授。
- 1990年 フロリダ州立大学化学科招聘教授。
- 1993年 東京農工大学工学部教授。
- 2010年 ２０倍の高感度で測定できる固体ＮＭＲ検出器の開発に成功[7]。
- 2012年 日本核磁気共鳴学会会長就任（2013年まで）[8]。
- 2015年 東京農工大学名誉教授・特任教授

## 研究分野
核磁気共鳴（NMR）、構造生物学、高分子物理化学、遺伝子工学、再生医療
研究テーマ：絹の基礎と応用、膜タンパク質、固体および溶液NMR構造解析、NMR化学シフト計算、再生医療材料開発
従来の人工血管は、直径6ミリメートルが限界とされていたが、シルク製の人工血管は直径6ミリメートル以下の微細な人工血管が利用可能となり、心臓の冠動脈や下肢の細動脈などへの実用化が期待されている。
また、人工血管の材料として主流のポリエステルなどの化学繊維は体内で分解されず体内に残るが、シルク製は生体組織に置き換わり、最終的には本物の血管が形成され血栓が引っかかりにくい点も特徴とされている。

## 主な受賞
- 1982年 高分子学会賞
- 1986年 蚕糸学会進歩賞
- 1989年 繊維学会桜田武賞
- 1997年 繊維学会賞
- 2000年 高分子学会賞
- 2009年 東京農工大学工学府ベストリサーチャー賞
- 2014年 プラスチック成型加工学会論文賞
- 2015年 高分子科学功績賞[10]
- 2015年 繊維学会功績賞
- 2015年 NMR学会特別講演者（NMR学会功績賞相当）[11]

## 主な著作・編著・共著・監修
- ｢絹構造の改変と再生医療分野への応用」未来材料2007年1月号 NTS社、2007年。
- ｢フィブロインの高次構造｣　蚕糸・昆虫バイオテック76巻1号 日本蚕糸学会、2007年。
- 絹の生成過程を直接「見る」“ファイバー”スーパーバイオミメテックス NTS社、2006年。
- Silk 「Modern Magnetic Resonance」 Vol.1 Application in Chemistry、2006年。
- 基礎高分子科学 東京化学同人(共著)、2006年。
- 絹フィブロインの構造と大腸菌による新しい絹の生産ならびに生体材料への応用「昆虫テクノロジー研究とその産業利用」 CMC出版、2005年。
- 「バイオシルク」 ナノファイバーテクノロジーを用いた高度産業発掘戦略 、2004年。
- 「NMR」 実験化学講座 改訂５版 丸善、2004年。
- Silks. Encyclopedia of Biomaterials and Biomedical Engineering Marcel Dekker Inc. NY、2004年。
- 「エレクトロスピニング法」機能性不織布の新展開 、2004年。
- 繊維便覧 第3版 丸善、2004年。
- 固体ＮＭＲによる新しい絹の分子構造解明と新しい絹様材料の開発 、2003年。
- 合成高分子「構造解析」”新高分子実験学５巻「高分子の構造(1)ー磁気共鳴」”、1995年。
- 高分子化学、”実験化学講座5巻「ＮＭＲ」”、1991年。
- バイオ新素材のはなし 日刊工業新聞社(共著）。
- SOLID STATE NMR OF POLYMERS オランダの出版社(監修および分担執筆）。

## 趣味
- テニス